# Mecher (Clervaux)
Pour l’article homonyme, voir Mecher (Lac de la Haute-Sûre).
Mecher est un hameau faisant partie de la commune luxembourgeoise de Clervaux située dans le canton de Clervaux.
Il se situe à 2 km au sud-ouest de Clervaux, sur la rive droite (côté ouest) de la Clerve, un affluent de la Wiltz.
Avec une petite trentaine d’habitants, c’est une des plus petites localités du pays.
Sa chapelle est dédiée à sainte Anne.

## Étymologie
Étymologiquement, le nom Mecher remonte au latin Maceria qui veut dire « muraille entourant une propriété » mais aussi « vestige ancien ». L’origine du village semble donc remonter jusqu’à l’époque romaine.

## Histoire
À la fin du VIe siècle et surtout au VIIe siècle, des moines missionnaires disciples de saint Willibrord christianisèrent la région. Ils introduisirent la culture de la vigne dans cette vallée des Ardennes pour en extraire le vin pour le service divin. Une fois par an au mois dʹoctobre avait lieu une grande fête au village où tous les habitants avaient le droit de goûter à ce vin qui ensuite était livré aux abbayes et paroisses alentour.
Deux siècles plus tard, les Normands détruisaient et pillaient le village. Les habitants se réfugiaient dans la forêt.
Encore deux siècles plus tard, Mecher était revenue à la vie et un ermite habitait la vallée. Les miracles du bon frère Dodo attiraient les pèlerins. Vers 1150, saint Dodo quitta la vallée.
Pendant tout le Moyen Âge, le pèlerinage attirait les fidèles. La petite chapelle fut construite sur l'emplacement de l'ancien oratoire et gardait pieusement la statue de saint Dodo auprès de laquelle les fidèles venaient chercher la guérison en cas de maladie des yeux.
La population fut une nouvelle fois grandement décimée dans les années 1636-1656 par la Guerre de Trente Ans et l'épidémie de peste.
Sous la domination autrichienne et l'impératrice Marie-Thérèse fut recensée pour la première fois la population de Mecher ainsi que ses avoirs et ses revenus. Le recensement de 1766 fait mention de quatre maisons habitées par onze hommes, dix femmes, cinq garçons et neuf filles.
Sous Napoléon, les jeunes hommes du village étaient enrôlés de force dans l'armée française.
Finalement, il est intéressant de signaler que ce tout petit village abritait néanmoins deux moulins : un moulin à grains, alimenté par les eaux de la Clerve, et un moulin à tan destiné à moudre l'écorce des jeunes chênes afin d'obtenir le tanin nécessaire aux tanneries (notamment à Wiltz) pour la fabrication du cuir.

## Sources
- J.P. Zanen dans Lectures de voyage dans le guide Cosyn et dʹaprès les numéros correspondants du périodique De Cliärwwer Kanton.